# Ramatseliso Community
Ramatseliso Community är en gemenskap i Lesotho.   Den ligger i distriktet Qacha's Nek, i den sydöstra delen av landet, 160 km sydost om huvudstaden Maseru.